# Gabriel Ier d'Alexandrie

Gabriel Ier d'Alexandrie est un patriarche d'Alexandrie de l'Église copte de mai 910 au 15 février 921